# FIZ Karlsruhe – Leibniz-Institut für Informationsinfrastruktur
FIZ Karlsruhe – Leibniz-Institut für Informationsinfrastruktur ist eine Einrichtung in Deutschland für wissenschaftliche Information und Mitglied der Leibniz-Gemeinschaft.
Die Kernaufgaben sind die Versorgung von Wissenschaft und Wirtschaft mit Forschungs- und Patentinformation sowie die Entwicklung von innovativen Informationsinfrastrukturen, z. B. mit den Schwerpunkten Forschungsdatenmanagement, Wissensgraphen und digitale Plattformen. FIZ Karlsruhe ist eine GmbH mit gemeinnützigem Charakter. Sitz der Gesellschaft ist Eggenstein-Leopoldshafen.

## Geschichte
1977 wurde das Fachinformationszentrum Karlsruhe als GmbH des Bundes und der Länder mit den wissenschaftlichen Schwerpunkten Energie, Physik und Mathematik gegründet. Bei der Gründung wurden fünf wissenschaftliche Institutionen zusammengeschlossen:
- Zentralstelle für Atomkernenergie-Dokumentation Karlsruhe (ZAED), gegründet 1957
- Zentralstelle für Luft- und Raumfahrtdokumentation und -information München (ZLDI), gegründet 1954
- Redaktion Physikalische Berichte Braunschweig (PB), gegründet 1845
- Redaktion Zentralblatt für Mathematik Berlin (ZfM), gegründet 1931
- Redaktion Zentralblatt für Didaktik der Mathematik Karlsruhe (ZDM), gegründet 1969.

1987 erfolgte die Namensänderung in Fachinformationszentrum Karlsruhe GmbH. Seit 2009 trägt die Einrichtung den Namen FIZ Karlsruhe – Leibniz-Institut für Informationsinfrastruktur. 2013 wurde FIZ Karlsruhe beauftragt, in diesem Kontext eigene Forschungsaktivitäten zu entwickeln.
Seit 2024 ist Wolfram Horstmann (* 1971), bisheriger Direktor der Niedersächsischen Staats- und Universitätsbibliothek Göttingen (SUB), Geschäftsführer und Direktor von FIZ Karlsruhe – Leibniz-Institut für Informationsinfrastruktur GmbH. Er ist Nachfolger von Sabine Brünger-Weilandt.

## Zahlen und Fakten
FIZ Karlsruhe hat ca. 300 Mitarbeiterinnen und Mitarbeiter. Gesellschafter sind der Bund, das Land Baden-Württemberg sowie bedeutende wissenschaftliche Gesellschaften und Verbände:
- Bundesrepublik Deutschland (Vorsitz)
- Bundesland Baden-Württemberg (stellv. Vorsitz)
- Deutsche Mathematiker-Vereinigung e. V. (DMV)
- Deutsche Physikalische Gesellschaft e. V. (DPG)
- Fraunhofer-Gesellschaft zur Förderung der angewandten Forschung e. V. (FhG)
- Gesellschaft für Informatik e. V. (GI)
- Max-Planck-Gesellschaft zur Förderung der Wissenschaften e. V. (MPG)
- Verein Deutscher Ingenieure e. V. (VDI)

Der Hauptsitz von FIZ Karlsruhe befindet sich auf dem Campus Nord des Karlsruher Instituts für Technologie - KIT (ehemals Forschungszentrum Karlsruhe) in Eggenstein-Leopoldshafen. Daneben unterhält das Institut einen weiteren Standort in Berlin sowie die Tochterfirma FIZ Karlsruhe, Inc. in Princeton, New Jersey, USA.

## Forschung

### Information Service Engineering
FIZ Karlsruhe forscht auf den Gebieten der semantischen Erschließung, Aggregation und Vernetzung sowie des Retrievals umfangreicher heterogener und verteilter Datenquellen. Zum Einsatz gelangen dabei sowohl Verfahren der statistischen als auch der linguistischen Analyse und Methoden des maschinellen Lernens in Kombination mit symbolischer Logik und Inferenzverfahren. Die Forschungsergebnisse fließen beispielsweise in das Archivportal-D, das einen spartenspezifischen Zugang zu den Daten der Deutschen Digitalen Bibliothek bietet, oder im Bereich der Nanosicherheitsforschung.

### Immaterialgüterrechte in verteilten Informationsinfrastrukturen
FIZ Karlsruhe forscht in diesem Kontext zu Urheberrechten an immateriellen und virtuellen Gütern sowie in den Bereichen Datenschutz- und IT-Recht. Gemeinsam mit Forschungspartnern wurden z. B. Grundlagen für eine Datenschutz-Folgenabschätzung (DSFA) entwickelt, deren Durchführung seit Inkrafttreten der Datenschutz-Grundverordnung (DSGVO) im Mai 2018 vorgeschrieben ist. Daneben begleitet FIZ Karlsruhe aktuelle Reformvorhaben auf EU-Ebene, beispielsweise im EU-Projekt STARR. Dabei geht es um die Wahrung von (Grund-)Rechten bei der Ausgestaltung europäischer und internationaler Regeln sowie um spezielle Fragestellungen wie den datenschutz- und urheberrechtlichen Umgang mit Forschungsdaten oder die rechtskonforme zukünftige Organisation des Datenaustausches mit Drittstaaten. Hinzu kommen Forschungsaktivitäten zur Gemeinfreiheit der Reproduktionsfotografie sowie zur Zugänglichmachung von Daten durch Kulturerbe-Institutionen.

### Patents4Science
Im Programmbereich „Patents & Scientific Information“ entwickelt und betreibt FIZ Karlsruhe Informationsservices zur Unterstützung von Forschungs-, Innovations- und Patentierungsprozessen. Dazu zählen vor allem neue Verfahren und Methoden zur inhaltlichen Erschließung, Analyse und Vernetzung von Patentinformationen auf Basis von Machine Learning und semantischen Technologien wie z. B. Natural Language Processing, Deep Learning und Knowledge Graphs für unterschiedliche Zielgruppen in der Wissenschaft. Mit dem DFG-Projekt „Patents4Science“ soll dazu gemeinsam mit Kooperationspartnern aus der Forschung eine innovative Informationsinfrastruktur zur Nutzung von Patentinformationen geschaffen werden.

### Nationale Forschungsdateninfrastruktur
Die Nationale Forschungsdateninfrastruktur (NFDI) ist eine derzeit im Aufbau befindliche digitale, verteilte Infrastruktur, die der Wissenschaft in Deutschland Dienste und Beratungsangebote rund um das Management von Forschungsdaten anbieten wird. FIZ Karlsruhe hat den Gründungsprozess der NFDI von Anfang an maßgeblich unterstützt. Die Direktorin und Geschäftsführerin Sabine Brünger-Weilandt ist Mitglied im Rat für Informationsinfrastrukturen (RfII).
Im Mai 2019 wurde auf Beschluss der Gemeinsamen Wissenschaftskonferenz (GWK) von Bund und Ländern das Direktorat der NFDI in Karlsruhe angesiedelt. Bis Februar 2021 war FIZ Karlsruhe gemeinsam mit dem Karlsruher Institut für Technologie (KIT) als Trägereinrichtung mit dem Aufbau des Direktorats betraut. Inzwischen ist die NFDI als eingetragener Verein in eine eigene Rechtspersönlichkeit übergegangen. Seit der dritten und letzten Förderrunde ist FIZ Karlsruhe an neun der insgesamt 27 Konsortien beteiligt und damit laut DFG-Förderatlas 2021 eine der Drehscheiben der NFDI.

## Produkte und Dienste

### e-Research
Für infrastrukturorientierte Forschungsvorhaben, wie z. B. Informationsservices und virtuelle Forschungsumgebungen, wird Kompetenz in Softwareentwicklung und -betrieb zunehmend zu einem Erfolgsfaktor. FIZ Karlsruhe fokussiert sich dabei im Rahmen von Forschungsprojekten und Kooperationen mit Wissenschaft und Wirtschaft auf drei Arbeitsschwerpunkte: Informationsservices für das Forschungsdatenmanagement, die digitale Langzeitarchivierung sowie virtuelle Forschungsumgebungen, die Daten und Werkzeuge integrieren. Die hierzu entwickelten „Software as a Service“-Lösungen dienen als Infrastruktur-Lösungen, beispielsweise für die Deutsche Digitale Bibliothek oder im Bereich der Bibliometrie.

#### RADAR
Für eine disziplinübergreifende Archivierung und Publikation von Forschungsdaten wurde vom FIZ Karlsruhe das Repositorium RADAR entwickelt. Es ermöglicht, Projektdaten über das Web zu organisieren, mit Metadaten zu erschließen und nach Wunsch zu veröffentlichen. RADAR legt seinen Schwerpunkt auf Fachdisziplinen, in denen noch keine eigenen Lösungen zum Forschungsdatenmanagement existieren.

### Fachspezifische Informationsdienste

#### Inorganic Crystal Structure Database – ICSD
ICSD ist ein Informationsservice für die Kristallographie mit vollständig bestimmten anorganischen Kristallstrukturen - derzeit mehr als 250.000. Zweimal jährlich erscheinen Updates mit aktuellen Daten, die aus einschlägigen Fachzeitschriften und anderen relevanten Quellen extrahiert werden. Der Datenbestand wächst um ca. 7.000 Strukturen pro Jahr. Mithilfe dieser Informationen können Fragestellungen in den Materialwissenschaften gelöst, Materialeigenschaften prognostiziert und optimiert sowie die Analytik verbessert werden.

#### zbMATH Open
zbMATH Open ist ein internationaler Informationsservice für die Mathematik (ehemals Zentralblatt für Mathematik). Er bietet bis zurück in das Jahr 1886 umfangreiche Informationen über mathematische Publikationen, Autorinnen und Autoren, Referenzen und Software. Ein besonderes Angebot ist die mathematische Formelsuche. Herausgegeben wird zbMATH gemeinsam vom FIZ Karlsruhe, der European Mathematical Society und der Heidelberger Akademie der Wissenschaften. Auf Grundlage erneuerter Verlagskooperationen und angepasster Nutzungsbedingungen ist zbMATH seit Januar 2021 als Open-Access-Plattform kostenfrei zugänglich, so dass sich nun viele der Daten für Forschungszwecke und zur Verknüpfung mit anderen nicht-kommerziellen Diensten frei nutzen lassen. Sie bietet auch die Verknüpfung mit mathematischen Forschungsdaten, die bisher noch weitgehend isoliert und wenig erschlossen sind.

## Politikberatung
FIZ Karlsruhe setzt sich in nationalen und internationalen Gremien und Räten für die Weiterentwicklung wissenschaftlicher Informationsinfrastrukturen ein. Künftig soll die Beratung auch im Bereich der Rechtswissenschaft verstärkt werden. So obliegt dem Rat für Informationsinfrastrukturen (RfII) die Aufgabe, die Transparenz der Entwicklungen und Prozesse auf dem Gebiet der Informationsinfrastrukturen zu erhöhen sowie die Entwicklung und Vermittlung deutscher Positionen in europäischen und internationalen Debatten zu unterstützen. Weitere Beratungsaktivitäten betreffen u. a. den Horizon 2020-Beirat für europäische Forschungsinfrastrukturen und e-Infrastrukturen, die Expertenkommission „Fundamental rights review of EU data collection instruments and programmes“ der EU-Kommission, den Deutschen IPv6-Rat, die Schwerpunktinitiative „Digitale Information“ der Allianz der Wissenschaftsorganisationen sowie die Deutsche Gesellschaft für Information und Wissen (DGI).

### Öffentliche Interessenvertretung
Im Auftrag des Bundesministeriums für Bildung und Forschung (BMBF) vertritt FIZ Karlsruhe Deutschland in Kooperationen mit der International Atomic Energy Agency (IAEA) und der Internationalen Energie-Agentur (IEA) in Paris und beteiligt sich am weltweiten Austausch sowie der Sammlung von Informationen zu Energietechnologien.